# Ruský balet

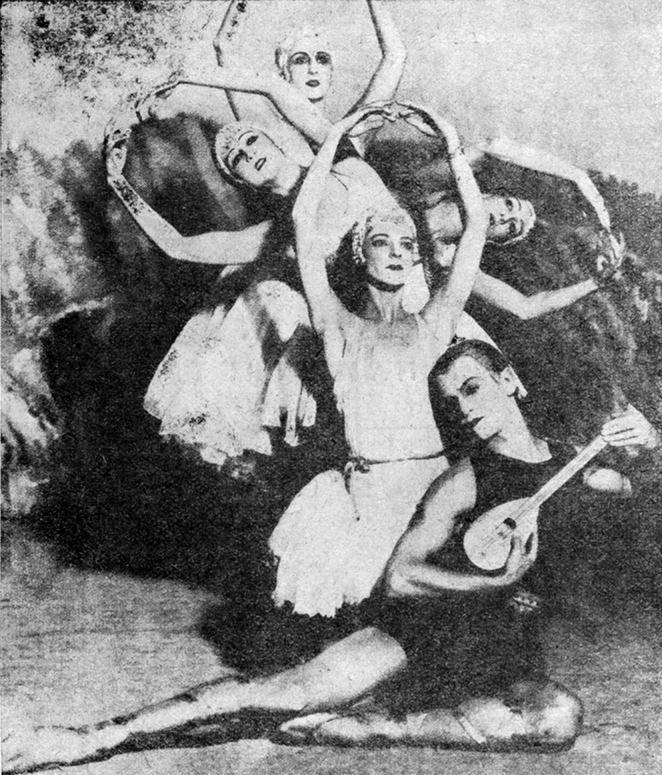
Ballets russes, scéna z baletu Apollon musagèt, 1928. Tanečníci (zpředu dozadu): Serge Lifar, Danilova, Černyševa, Dubrovska, Petrova.

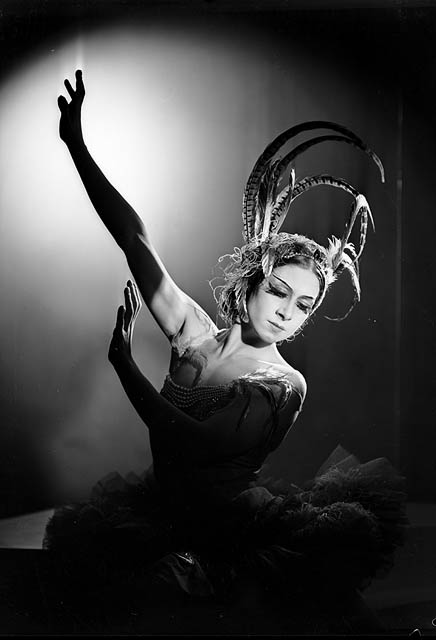
Max Dupain: Valentina Blinova ve hře L'oiseau de feu (Pták Ohnivák), Sydney, 1936-1937

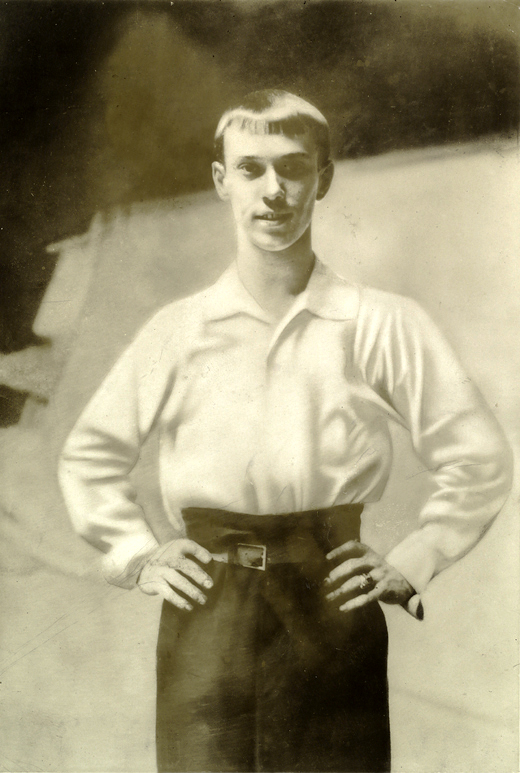
Vaclav Fomič Nižinskij

Ruský balet (francouzsky Ballets russes) byl baletní soubor z Ruska, vedený impresáriem Sergejem Pavlovičem Ďagilevem.

## Historie

### Počátky
V prvním desetiletí 20. století se značně posílily francouzsko-ruské politické, hospodářské a v důsledku toho také kulturní vztahy obou zemí. V roce 1906 se ruští malíři velmi úspěšně představili na pařížském Jarním salonu (Salon de printemps). To přivedlo ruské a francouzské oficiální kruhy k myšlence pořádání pravidelných sezón ruského umění v Paříži. Jejich organizací byl pověřen Sergej Ďagilev, kulturní organizátor a aktivní člen umělecké skupiny Svět umění (Мир искусства, podle stejnojmenné jí vydávané revue) založené roku 1897, jejíž první hlavou byl Alexandre Benois. V roce 1907 Ďagilev zorganizoval sérii tzv. historických koncertů, na nichž byla představena hudba ruských skladatelů jako byli Rimskij-Korsakov, Rachmaninov a Glazunov. Jejich úspěch umožnil výpravu operního souboru sestaveného z hvězd petrohradského Mariinského divadla i moskevského Velkého divadla v následujícím roce. Pařížská premiéra Musorgského Borise Godunova (ve zvlášť připravené nové revizi Rimského-Korsakova s Fjodorem Šaljapinem v titulní roli) se stala triumfem.
V Praze se Ruský carský balet z Petrohradu vedený Adolfem Bolmem poprvé objevil 24. května 1908 s primabalerinou Annou Pavlovovou v Novém německém divadle.
Na rok 1909 Ďagilev naplánoval nový zájezd s předvedením neméně než pěti ruských oper. Současně jej jeho přátelé a příznivci přesvědčili, aby do Paříže přivezl i ruský balet. Přestože původní záměry bylo třeba zredukovat, měla nová ruská sezóna opět vynikající úspěch, a to zejména díky baletní části. Na tu se Ďagilev ve svém dalším podnikání téměř výlučně soustředil. Poslední opera, kterou za svého podnikání uvedl, byl Stravinského Slavík roku 1914, ale řada inscenací Ballets russes i z pozdějších let integrovala prvky hudebního divadla.
První baletní sezónu Ďagilev připravoval s nejlepšími hvězdami ruského baletu, tehdy působícími v Mariinském divadle (Vaclav Fomič Nižinskij, Tamara Platonovna Karsavina, Michail Michajlovič Fokin, Anna Pavlovna Pavlovová a další), ale též s dalšími umělci z okruhu Světa umění, výtvarníky Léonem Bakstem a Alexandrem Benoisem nebo skladatelem Nikolajem Čerepninem. Od počátku kladl důraz na rovnocenné spojení hudební, pohybové a výtvarné stránky baletu.
Francouzský balet měl bohatou historii a zažil významný rozkvět ve druhé třetině 19. století, počátkem 20. století však prožíval období strnulosti a úpadku. Ballets russes proto ohromil Paříž jak technickou úrovní tanečníků, tak exotickou hudbou a prostředím, neboť první sezóny byly téměř výlučně věnovány ruským skladatelům. Pro ruské umělce, včetně Ďagilevova vedoucího choreografa Michaila Fokina, naopak pařížské sezóny znamenaly příležitost k vyzkoušení avantgardnějších a modernějších postupů, což bylo v konzervativních ruských divadlech obtížné.

### Ballets russes 1911–1929
Po dvou sezónách Ďagilev z různých důvodů (mj. skandální propuštění Nižinského z Mariinského divadla) ukončil organizační propojení s Mariinským divadlem i usilování o státní subvence a založil Ballets russes jako soukromou společnost, kterou pak provozoval na vlastní náklady až do své smrti. Zkoušky se již neodehrávaly v Petrohradě, ale v Monte Carlu, které se stalo domovským působištěm souboru. Toto místo bylo vhodnější pro řadu členů souboru, kteří po úspěších prvních let nalezli stálé angažmá v západoevropských divadlech. Někteří umělci zůstali v Ďagilevově společnosti, jiní se vrátili do Mariinského divadla a další působili střídavě na obou místech. Většina premiér se nadále odehrávala v Paříži v různých divadlech, která Ďagilev dočasně pronajímal. Dalším významným a pravidelným působištěm byl Londýn, turné probíhala po řadě západo- a středoevropských měst. V roce 1913 proběhlo první, velmi úspěšné turné po Jižní Americe; v Jižní a Severní Americe strávil Ballets russes většinu první světové války. 
Repertoár Ballets russes odrážel umělecké přesvědčení Ďagilevova okruhu. Klasický balet (Adamova Giselle, Čajkovského Labutí jezero) se objevoval jen výjimečně. Jádro repertoáru tvořily dvě skupiny děl. První sestávala z nově objednaných baletů od moderních skladatelů ruských a později i francouzských a jiných; druhou tvořily baletní adaptace hudby významných skladatelů minulosti, která nutně nebyla s tancem spojována. V prvních letech byla takto využita díla ruských (Glinka, Borodin, Rimskij-Korsakov, Glazunov…) a evropských romantických skladatelů (Schuman, Chopin, Weber), zajímavým pozdějším experimentem bylo využití skladatelů klasické buffy (G. Scarlatti, Cimarosa, Rossini) nebo Händela.
Témata byla důmyslná a mnohdy provokativní. Pařížské obecenstvo se vzbouřilo, když spatřilo Faunovo odpoledne (L'Après-midi d'un faune) a Svěcení jara (Le Sacre du printemps), dvě mistrovská díla Clauda Debussyho a Igora Stravinského, navzájem sladěná s choreografií Nižinského a návrhy malíře Leona Baksta. Po dobu dvaceti let ruský balet účinkoval každý rok, dokonce během Světové války, a cestoval po světě. Skupina byla mnohotvárná, přizpůsobivá a experimentální. Po roce 1920 napsali pro soubor nová baletní díla francouzští skladatelé Georges Auric, Darius Milhaud, Henri Sauguet, a Francis Poulenc. Převládala ale ruská témata. V roce 1920 skupina pracovala s mladým skladatelem Sergejem Prokofjevem, který vytvořil balety s novými tématy. V roce 1923 napsal Igor Stravinskij jednu z jeho nejdůležitějších prací, balet Les Noces (Svatba). Choreografii vytvořila Bronislava Nižinská (sestra Václava Nižinského).
Baletům dělali choreografie sami tanečníci, například Léonide Massine, Sergej Lifar a Georges Balanchine, k tanečním hvězdám patřili Tamara Toumanova, Tamara Karsavina, Alexandra Danilova, Lydia Lopokova, Felia Doubrovska .

### Konec
Poslední regulérní vystoupení Ballets russes se konalo 4. srpna 1929 ve francouzském Vichy. Dne 19. srpna 1929 zemřel Ďagilev v Benátkách ve věku 55 let. To byl konec epochy, kterou Balanchine označil dvacet let taneční zábavy založené na nedotknutelném pravidle jednotné výtečnosti v choreografii, hudbě, scénografii a provedení. Bezprostřednímu dalšímu pokračování zabránily, přes pokusy Sergeje Lifara a Borise Kochna, právní a finanční problémy souboru po Ďagilevově smrti.
Roku 1932 společnost obnovili pod názvem Ballets russes de Monte-Carlo René Blum (1878-1943) a plukovník de Basil (vlastním jménem Vasilij Grigorjevič Voskresenskij, 1888-1951). Té se zprvu účastnili některé opory Ďagilevova týmu, tanečníci a choreografové Leonid Mjasin a Georges Balanchine a tanečnice Tamara Tumanovová, většina souboru však našla nové angažmá. Pro neshody obou vůdčích osobností se soubor roku 1935 rozpadl na dvě části. Ballets russes du colonel W. Basil – vystupující též pod jmény Covent Garden Russian Ballet nebo Original Ballet Russe – fungoval do roku 1948 především pod finanční záštitou Královské opery v Covent Garden a vedle Londýna působil také ve Spojených státech amerických a Austrálii. Blumův soubor Ballets de Monte-Carlo, později Ballet russe de Monte-Carlo, fungoval do roku 1963; roku 1938 byl prodán americké finanční skupině a o rok později byla jeho hlavní činnost přesunuta do Spojených států amerických. Oba soubory především udržovaly a šířily tradici Ďagilevovy taneční školy a vychovaly řadu dalších tanečníku a choreografů. Na jejich tradici navazuje soubor Ballets de Monte-Carlo založený roku 1985 z podnětu kněžny Grace.

## Výprava a kostýmy
Zakladatelé Ballets russes považovali výtvarnou stránku za rovnocennou stránce hudební a pohybové a společnost od počátku přizývala ke spolupráci na návrzích výpravy a kostýmů soudobé moderní výtvarníky, a to nejprve zejména ruské umělce kombinující moderní výtvarné styly s vlivy ruského folkloru, brzy však rovněž představitele francouzské avantgardy. Mezi nimi byli sám Benois, Bakst, Braque, Gončarovová, Larionov, Picasso, Chanel, Matisse, Derain, Miró, de Chirico, Dalí, Bilibin, Čeličev, Utrillo, Rerich a Rouault. Jejich návrhy přispěly k průkopnickému nadšení, jež charakterizovalo inscenace Ballets russes. Skandál, který způsobilo při své pařížské premiéře Stravinského Svěcení jara, byl zčásti připisován právě provokativní estetice kostýmů tanečníků.

### Léon Bakst
Léon Bakst, jeden z nejvýznamnějších výtvarníků pracujících pro Ballets russes, se narodil v Grodnu 10. května 1866. Pomáhal Ďagilevovi se založením souboru a stal se jeho uměleckým ředitelem. Jeho výprava a kostýmy mu získaly široké uznání. Největšího věhlasu dosáhly jeho návrhy pro Šeherezádu (1910), Ptáka Ohniváka (1910) a Le Spectre de la Rose (1911). Pro Ballets russes pracoval v letech 1909-1921.

### Pablo Picasso
Pablo Picasso vytvořil pro Ballets russes návrhy pro Parade v roce 1917. Parade byl první balet, který využíval kubistické kulisy a kostýmy.

### Natalia Gončarovová
Natalia Gončarovová se narodila 16. června 1881 v Ladyšině poblíž Tuly. Ve svých návrzích se inspirovala ruským lidovým výtvarnictvím, fauvismem a kubismem. Pro Ballets russes začala pracovat v roce 1914.

## Místa, kdeBallets russesvystupoval
- 1909 : Paříž
- 1910 : Brusel – Paříž
- 1911 : Paříž – Londýn – Monte Carlo – Řím
- 1912 : Berlín – Budapešť – Londýn – Paříž – Vídeň
- 1913 : Jižní Amerika – Londýn – Lyon – Monte Carlo – Paříž – Vídeň
- 1914 : Londýn – Paříž
- 1915 : Spojené státy americké – Ženeva – Itálie
- 1916 : Spojené státy americké
- 1917 : Jižní Amerika – Barcelona – Spojené státy americké – Paříž – Řím
- 1918 : Barcelona – Madrid
- 1919 : Londýn – Paříž
- 1920 : Paříž – Řím
- 1921 : Ženeva – Lyon – Paříž – Řím
- 1922 : Antverpy – Brusel – Ženeva – Ostende – Paříž – Vídeň
- 1923 : Antverpy – Bern – Ženeva – Lausanne – Monte Carlo – Paříž
- 1924 : Amsterdam – Haag – Monte Carlo – Paříž – Rotterdam
- 1925 : Barcelona – Paříž
- 1926 : Londýn – Monte Carlo – Paříž – Vídeň
- 1927 : Londýn – Monte Carlo – Paříž
- 1928 : Brusel – Paříž
- 1929 : Londýn – Paříž – Vichy